# 吉南帕拉
吉南帕拉（Jnanpara）是孟加拉国巴里萨尔专区博尔古纳县的一个村庄，位於孟加拉南部巴里萨尔专区與庫爾納專區的交界處，鄰近孫德爾本斯沼澤地。此地亦為高速公路R880的端點。